# Райнфал
Водопадът Райнфал се намира в Швейцария, кантон Шафхаузен на около 4 км от град Шафхаузен.
Той е най-големият водопад в Европа.
Намира се на горната част на реката Рейн, близо до границата с Германия. Широчината му е 150 метра а височината е 23 метра, със сила 700 м³/сек.

## Галерия
- Райнфал през нощта 1900 година
- На скалите има платформа за посетители
- Инфотабло в инфоцентъра.
- Замъкът Лауфен от друга гледна точка.
- Замъкът Вьорт погледнат от водопада.
- Замъкът Вьорт.
- Райнфал и платформата за посетители.